# فندوق چینی
فندوق چینی (نام علمی: Sapindus mukorossi) نام یک گونه از سرده فندوق صابونی است.